# San Pedro (Caborca)
San Pedro es un Ejido del municipio de Caborca ubicada en el noroeste del estado mexicano de Sonora, en la zona del desierto de Sonora. Según los datos del Censo de Población y Vivienda realizado en 2020 por el Instituto Nacional de Estadística y Geografía (INEGI), San Pedro tiene un total de 276 habitantes. Se fundó por resolución presidencial como un ejido el 5 de agosto de 1974.

## Geografía
San Pedro se sitúa en las coordenadas geográficas 30°47'10" de latitud norte y 112°33'37" de longitud oeste del meridiano de Greenwich, a una elevación de 137 metros sobre el nivel del mar.